# The Thing I Like
"The Thing I Like" är en R&B-låt framförd av den amerikanska sångerskan Aaliyah, komponerad av R. Kelly för Aaliyahs debutalbum Age Ain't Nothing But a Number (1994).
I låten sjunger framföraren om en speciell sak som gör att hon gillar sitt kärleksintresse. "The Thing I Like" gavs ut som filmmusik till den amerikanska actionkomedin A Low Down Dirty Shame och blev även den femte singeln från Aaliyahs debutalbum. Singeln gavs ut den 3 augusti 1995 enbart i Storbritannien. Där klättrade låten till en 33:e plats på landets officiella singellista UK Singles Chart. Låten blev Aaliyahs femte singel på rad att nå topp-fyrtio på denna lista.
En musikvideo bestående av en sammansättning av äldre videor gavs ut för att marknadsföra låten.

## Format och innehållsförteckning
- Brittisk kassett-singel

1. "The Thing I Like" (Album version)
2. "The Thing I Like" (Paul Gotel radio mix)

- Brittisk CD-singel

1. "The Thing I Like" (Album version)
2. "The Thing I Like" (Paul Gotel's Radio Mix)
3. "The Thing I Like" (Paul Gotel's Classic Anthem Mix)
4. "The Thing I Like" (PG Tip Satellite Mix)
5. "The Thing I Like" (Paul Gotel's Deep & Dubby Mix)

## Listor
| Lista (1995)                     | Topp position |
| -------------------------------- | ------------- |
| Storbritanniens UK Singles Chart | 33            |